# Proteggi l'assassino - Shield of Straw
Proteggi l'assassino - Shield of Straw (藁の楯?, Wara no tate) è un film del 2013 diretto da Takashi Miike.
La pellicola è la trasposizione cinematografica del romanzo omonimo di Kazuhiro Kiuchi, e ha partecipato alla 66ª edizione del Festival di Cannes.

## Trama
Ninagawa è un ricco politico giapponese la cui nipote di sette anni è stata violentata e poi uccisa da un assassino recidivo, Kunihide Kiyomaru; sconvolto dal dolore e sapendo di avere ormai poco da vivere, decide di mettere una taglia di un miliardo di yen sulla testa dell'uomo. Cercando di tutelarsi, Kiyomaru si consegna alle autorità di Fukuoka: viene così creato un gruppo di agenti con lo scopo di condurre il criminale a Tokyo, dove sarà poi processato. Inizialmente il trasferimento si svolge in un furgone blindato, tuttavia in seguito a uno scontro con alcuni poliziotti corrotti – in cui anche il giovane agente Masami Kanbashi perde la vita – gli agenti decidono di muoversi su uno shinkansen.
Tra i poliziotti è presente Kazuki Mekari, agente integerrimo con alle spalle la dolorosa morte della moglie, avvenuta tre anni prima; Atsuko Shiraiwa, giovane che si è ritrovata a dover crescere il proprio bambino da solo, e che ha accettato il compito con la speranza di ottenere una promozione; Kenji Sekiya, agente cordiale e dalla notevole esperienza, che tuttavia è costretto a lasciare il gruppo dopo aver sparato a un criminale che minacciava, se non gli fosse stato consegnato Kiyomaru, di uccidere una bambina; Takeshi Okumura, poliziotto che poi si rivelerà essere il "traditore" del gruppo, estremamente avido di denaro.
Seppur con profondi dilemmi morali, legati al fatto se sia giusto o meno proteggere un assassino, Mekari e Shiraiwa riescono dopo molti ostacoli ad arrivare a Tokyo; la donna, che aveva per un attimo abbassato la guardia, viene tuttavia uccisa dallo psicopatico a colpi di pistola, e ha solo il tempo di scambiare le sue ultime parole con il collega. Malgrado sia preso dalla rabbia, Mekari arriva infine con il criminale a destinazione, dove peraltro avviene lo "scontro finale", al termine del quale Ninagawa viene arrestato.
Poco tempo dopo, Kunihide Kiyomaru viene condannato a morte, ma non prima di avere pronunciato delle beffarde ultime parole, secondo le quali l'unico suo rimpianto è quello di non aver potuto uccidere più persone. Mekari riesce invece a superare il trauma della perdita della moglie ed è pronto a ricominciare a vivere, adottando e occupandosi del figlio di Shiraiwa.

## Produzione
Le riprese del film si svolgono tra Tokyo (Giappone) e Taipei (Taiwan).

## Distribuzione
Il film viene distribuito nelle sale cinematografiche giapponesi a partire dal 26 aprile 2013.

### Edizione italiana
Il doppiaggio di Proteggi l'assassino - Shield of Straw è stato effettuato dalla Videodelta di Torino, mentre l'adattamento dei testi è a cura dell'azienda Forword, con sede nella medesima città.

## Premi e riconoscimenti
- 2013 - Festival di Cannes
  - Candidato alla Palma d'oro